# Книга пророка Иеремии
Книга пророка Иеремии — книга, входящая в состав еврейской Библии (Танаха) и Ветхого Завета. В еврейской Библии помещается в разделе Невиим (Пророки).
Книга написана в Иудее и Египте.
Главы 1—51 были записаны пророком Варухом со слов пророка Иеремии (Иер. 36, Иер. 51:64) в период с 626 по 580 год до н.э., причём под диктовку пророка Иеремии были записаны главы с 1-й до 34-й, а с 35-й до 51-й — пророком Варухом, уже не под его диктовку. Последняя 52-я глава была написана, возможно, пророком Варухом после 560 года до н. э. Книга охватывает время: 626 — 562 года до н. э.
«О блаженном Иеремии говорят, что (книгу) его нужно читать прежде других (пророков), как более ясную», — отмечается в предисловии к толкованию святого Иоанна Златоуста на книгу пророка Иеремии.